# Eduard Riehm
Eduard Carl August Riehm, född den 20 december 1830 i Diersburg, död den 5 april 1888 i Giebichenstein, var en tysk teolog. 
Riehm, som blev professor i Heidelberg 1861 och i Halle 1862, var en framstående författare på den gammaltestamentliga forskningens område. Bland hans främsta teologiska arbeten kan nämnas Die Gesetzgebung Mosis im Lande Moab (1854), Der Lehrbegriff des Hebräerbriefs (1858–1859; 2:a upplagan 1867) och Die messianische Weissagung (1875; 2:a upplagan 1885). Åren 1875–1884 utgav han Handwörterbuch des biblischen Altertums (2:a upplagan 1893–1894, av Baethgen).